# Jean-Marie Pfaff
Jean-Marie Pfaff (Lebbeke, 4 de dezembro de 1953) é um ex-futebolista belga que jogava na posição de guarda-redes/goleiro.

## Carreira
Com apenas 16 anos, ingressou no clube chamado K.S.K. Beveren ao serviço do qual obteve o título de campeão belga de futebol (1979) e ainda a Taça Belga de Futebol (1978) . Nesse mesmo ano recebeu o troféu Bota de Ouro. Em 1982, entrou nna equipa alemã do Bayern Munich, obtendo três título da Bundesliga  (de 1985 a 1987) e duas duas taças da Alemanha.

## Seleção
Pfaff jogou o primeiro jogo na Seleção Belga de Futebol em 1976 contra a Holanda. Pfaff foi guarda-redes/goleiro durante o Campeonato Europeu de Futebol em 1980 e 1984 e no Campeonato do Mundo de Futebol  em  1982 e 1986.
Foi vice-campeão europeu pela seleção de seu país no Campeonato Europeu de Futebol de 1980, sediado na Itália.

## Prêmios e vida familiar
Pfaff foi considerado por  Pelé como um dos melhores 125 melhores guarda-redes/goleiros vivos  do mundo em 2004. Pfaff é hoje em dia uma estrela da televisão belga, tendo participado em 2003 num reality show em que mostrava o dia-a-dia da  sua família.
Pfaff é casado e tem três filhas:  Kelly, Debby e Lindsey.